# بلیز در المپیک تابستانی ۲۰۲۴
کاروان المپیکی بلیز، یکی از کاروان‌های شرکت‌کننده در بازی‌های المپیک تابستانی ۲۰۲۴ بود. این دوره از بازی‌ها از ۲۶ ژوئیه تا ۱۱ اوت ۲۰۲۴ (۵ تا ۲۱ امرداد ۱۴۰۳ خورشیدی) به میزبانی پاریس، پایتخت فرانسه برگزار شد. این حضور، چهاردهمین تجربه کاروان بلیز در المپیک بود که دو دوره نخست آن را تحت عنوان هندوراس بریتانیا (۱۹۶۸ در مکزیکوسیتی و ۱۹۷۲ در برلین) شرکت کرده و از شرکت در المپیک ۱۹۸۰ مسکو، به عنوان بخشی از حامیان تحریم شوروی به رهبری ایالات متحده اجتناب کرد.
کاروان بلیز متشکل از یک دونده بود. شاون گیل، همچنین پرچمدار این کشور در آیین گشایش این دوره از بازی‌ها بود.

در این دوره از مسابقات، بلیز به همراه سومالی، لیختن‌اشتاین و نائورو یکی از کوچک‌ترین کاروان‌های اعزامی با یک ورزشکار بود.

## شرکت‌کنندگان
فهرست زیر، شمار ورزشکاران این کاروان در المپیک را نشان می‌دهد.
| ورزش        | مردان | زنان | مجموع |
| ----------- | ----- | ---- | ----- |
| دو و میدانی | ۱     | ۰    | ۱     |
| مجموع       | ۱     | ۰    | ۱     |